# Sobór Opieki Matki Bożej w Gatczynie
Sobór Opieki Matki Bożej (ros. Покровский собор) – sobór prawosławny w Gatczynie.

## Historia
Sobór powstał w latach 1895–1914 według projektu Leonida Charłamowa i Aleksandra Warszynikowa. Jego głównym fundatorem był kupiec Kuźma Karpow, w dobrowolnej zbiórce środków wzięli udział również inni mieszkańcy Gatczyny. Nawę cerkwi budowano od 1904, wtedy również rozpoczęto pracę nad dekoracją wnętrz i wykonaniem ikonostasu, w co zaangażowały się mniszki z żeńskiego monasteru w Gatczynie.
Poświęcenie cerkwi miało miejsce 3 października 1914. Znalazły się w niej trzy ołtarze – środkowy Opieki Matki Bożej oraz boczne – św. Aleksandra Newskiego i św. Mikołaja Cudotwórcy. Prace dekoracyjne – głównie na fasadzie – miały być kontynuowane, jednak uniemożliwiła to rewolucja październikowa. Cerkiew była czynna do lat 30., kiedy władze stalinowskie zdecydowały o jej zamianie w magazyn.
Rosyjski Kościół Prawosławny odzyskał sobór dopiero w 1990, w roku następnym odbyło się pierwsze nabożeństwo. Wtedy również w podziemiach cerkwi urządzona została kaplica św. Jana z Kronsztadu.

## Architektura
Sobór został wzniesiony w stylu bizantyjsko-rosyjskim, z kopułą w centrum dachu ponad nawą i trzema mniejszymi kopułami bocznymi. Wejście do obiektu prowadzi przez przedsionek, ponad którym wznosi się wieża-dzwonnica zwieńczona jeszcze jedną, najmniejszą kopułą. Poniżej poziomu dachu każdej z kopuł oraz głównego dachu budynku znajduje się fryz, wykorzystujący motywy oślich grzbietów oraz półkolistych łuków. Sobór jest malowany na biało, kopuły – na błękitno. Główne wejście otacza portal.

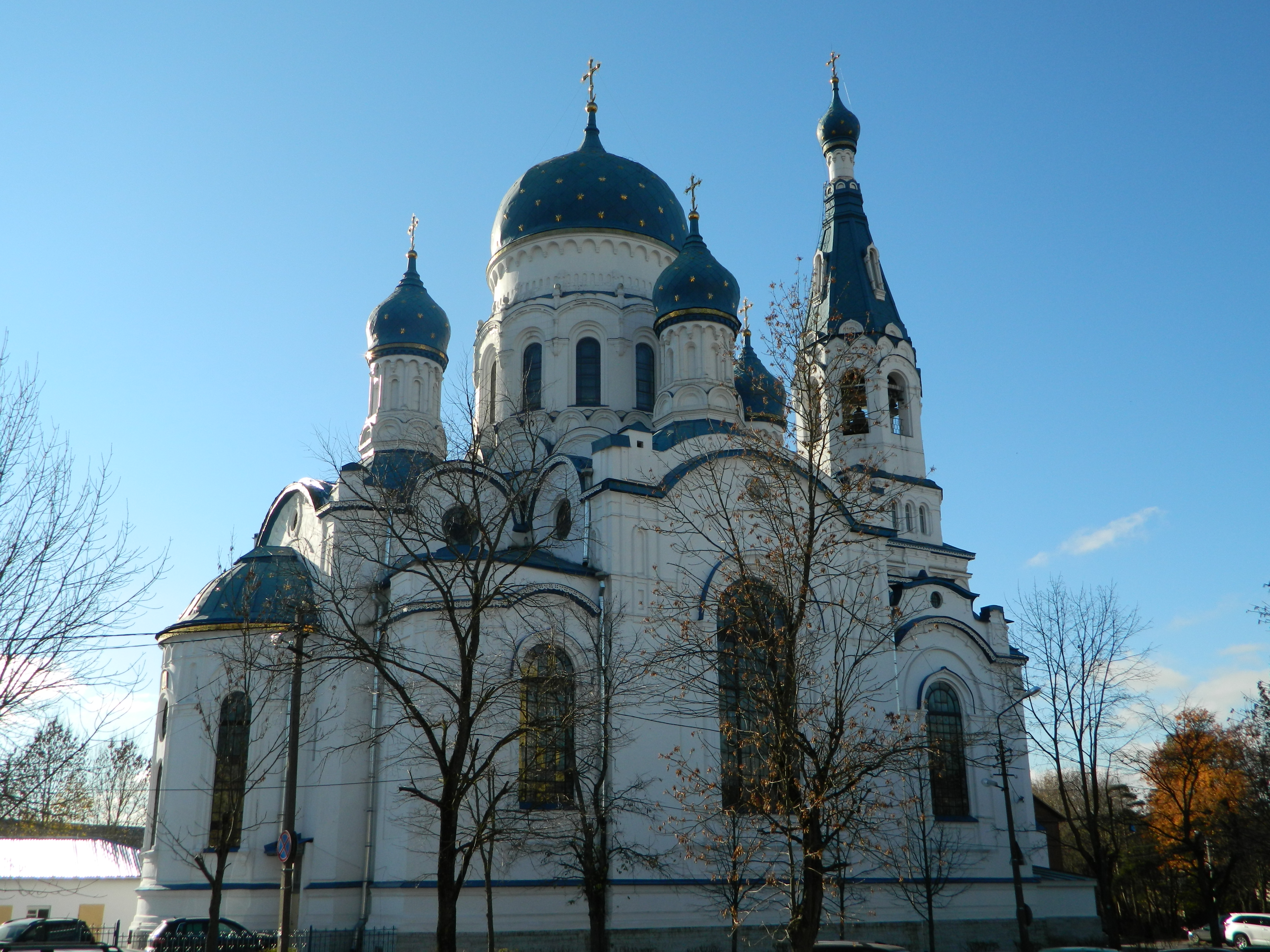
Widok ogólny soboru
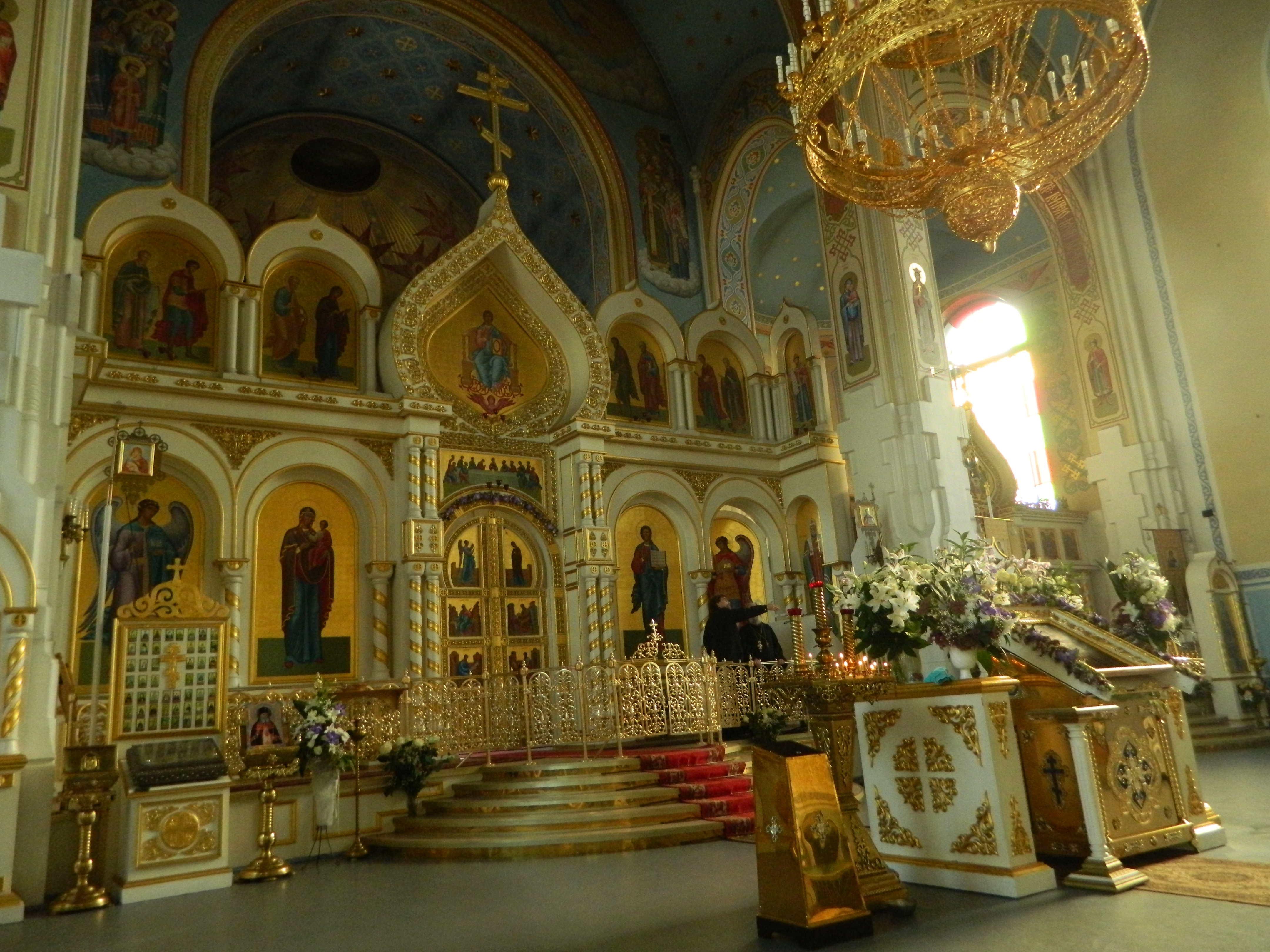
Ikonostas